# LEN junior vízilabda-Európa-bajnokság
A LEN junior vízilabda-Európa-bajnokság az Európai Úszószövetség (LEN) szervezésében, kétévente megrendezésre kerülő nemzetközi vízilabdatorna, melyet 1970-ben alapítottak. A férfiaknál 1970-ben, míg nőknél 1994-ben volt az első verseny. A tornán U19-es korosztályú csapatok vehetnek részt.

## Érmesek

### Férfi
| Év   | Helyszín            |                       |               |               |
| ---- | ------------------- | --------------------- | ------------- | ------------- |
| 1970 | Rotterdam           | Szovjetunió           | Spanyolország | NSZK          |
| 1971 | Barcelona           | Magyarország          | Spanyolország | Szovjetunió   |
| 1973 | Duisburg            | Magyarország          | Szovjetunió   | Spanyolország |
| 1975 | Jönköping           | Szovjetunió           | Spanyolország | Magyarország  |
| 1976 | Valletta            | Olaszország           | Magyarország  | Spanyolország |
| 1978 | Budapest            | Szovjetunió           | Magyarország  | NSZK          |
| 1980 | Sittard             | Spanyolország         | Szovjetunió   | Magyarország  |
| 1982 | Várna               | Olaszország           | Románia       | Szovjetunió   |
| 1984 | Puerto de la Cruz   | Olaszország           | Jugoszlávia   | Spanyolország |
| 1986 | Nyugat-Berlin       | NSZK                  | Szovjetunió   | Magyarország  |
| 1988 | Veenendaal          | Jugoszlávia           | Szovjetunió   | Magyarország  |
| 1990 | Várna               | Jugoszlávia           | Csehszlovákia | Magyarország  |
| 1992 | Sopron              | Magyarország          | Spanyolország | Görögország   |
| 1994 | Pozsony             | Magyarország          | Horvátország  | Spanyolország |
| 1996 | Isztambul           | Jugoszlávia           | Magyarország  | Horvátország  |
| 1998 | Pozsony             | Jugoszlávia           | Olaszország   | Horvátország  |
| 2000 | Lünen               | Jugoszlávia           | Görögország   | Olaszország   |
| 2002 | Bari                | Jugoszlávia           | Magyarország  | Olaszország   |
| 2004 | Gżira               | Szerbia és Montenegró | Horvátország  | Magyarország  |
| 2006 | Nagyvárad           | Szerbia               | Magyarország  | Spanyolország |
| 2008 | Isztambul           | Montenegró            | Spanyolország | Szerbia       |
| 2009 | Haniá               | Horvátország          | Montenegró    | Szerbia       |
| 2012 | Canet-en-Roussillon | Olaszország           | Szerbia       | Horvátország  |
| 2014 | Tbiliszi            | Szerbia               | Magyarország  | Horvátország  |
| 2016 | Alphen              | Szerbia               | Olaszország   | Spanyolország |
| 2018 | Minszk              | Görögország           | Montenegró    | Spanyolország |
| 2022 | Podgorica           | Szerbia               | Spanyolország | Magyarország  |
| 2024 | Burgasz             | Horvátország          | Montenegró    | Spanyolország |

### Női
| Év   | Helyszín     |               |               |               |
| ---- | ------------ | ------------- | ------------- | ------------- |
| 1994 | Papendal     | Hollandia     | Görögország   | Magyarország  |
| 1996 | Netánja      | Hollandia     | Németország   | Magyarország  |
| 1998 | Millfield    | Magyarország  | Oroszország   | Görögország   |
| 2000 | Plzeň        | Oroszország   | Magyarország  | Görögország   |
| 2002 | Loulé        | Görögország   | Magyarország  | Oroszország   |
| 2004 | Bari         | Hollandia     | Görögország   | Oroszország   |
| 2006 | Kirisi       | Oroszország   | Hollandia     | Magyarország  |
| 2008 | Haniá        | Olaszország   | Magyarország  | Oroszország   |
| 2009 | Nápoly       | Oroszország   | Olaszország   | Hollandia     |
| 2012 | Cseljabinszk | Oroszország   | Magyarország  | Olaszország   |
| 2014 | Ostia        | Görögország   | Olaszország   | Spanyolország |
| 2016 | Hága         | Hollandia     | Spanyolország | Görögország   |
| 2018 | Funchal      | Spanyolország | Oroszország   | Hollandia     |
| 2022 | Netánja      | Spanyolország | Magyarország  | Görögország   |
| 2024 | Zágráb       | Spanyolország | Magyarország  | Görögország   |

## Magyar szereplés

### Fiú
| Év   | Helyezés | Szövetségi kapitány | A magyar válogatott tagjai |
| ---- | -------- | ------------------- | --- |
| 1970 | 6. hely  | Rajki Béla          | Hauszler Károly, Horváth, Balla, Csapó Gábor, Faragó Tamás, Koller, Magas István, Nemcsik, Szellő, Szeri, Wiesner Tamás |
| 1971 |          | Rajki Béla          | Hauszler Károly, Horváth Péter, Balla Balázs, Debreczeni Zsolt, Faragó Tamás, Hámori Miklós, Horváth Bernát, Ipacs László, Magas István, Szellő Tamás, Szittya Károly                                                                 |
| 1973 |          | Mayer Mihály        | Fekete Szilveszter, Kácsor László, Debreczeni Zsolt, Gál Gyula, Horkai György, Horváth Bernát, Kemény Dénes, Potyondi József, Somossy József, Sudár Attila, Vindisch Kálmán                                                           |
| 1975 |          | Mayer Mihály        | Fekete Szilveszter, Barsi László, Budavári Imre, Gál Gyula, Kenéz György, Kiss Csaba, Mátsik László, Somossy József, Szabó István, Varga Gyula, Vindisch Ferenc                                                                       |
| 1976 |          | Mayer Mihály        | Barna Attila, Budavári Imre, Hajmássy Péter, Heltai György, Kenéz György, Kiss Csaba, Kuncz László, Somossy József, Szakonyi Ferenc, Szollár László, Varga Attila                                                                     |
| 1978 |          | Mayer Mihály        | Márton Tamás, Szakonyi Ferenc, Dankó Attila, Keszthelyi Tibor, Kiss István, Kohán Imre, Kun László, Magyari Ferenc, Müller András, Tóth Csaba, Tóth István, Varga Gusztáv, Varga János                                                |
| 1980 |          | Mayer Mihály        | Csánk István, Liedmann István, Földi László, Gáspár Árpád, Keszthelyi Tibor, Németh Péter, Pintér István, Schmiedt Gábor, Tóth Csaba, Tóth István, Udvardi István, Varga János                                                        |
| 1982 | 6.       | Molnár Endre        | Ambrus Tamás, Mátéfalvi Csaba, Bán Miklós, Dóczi István, Eppel László, Győri János, Hegmann György, Kovács András, Molnár Róbert, Pecz Lajos, Schmiedt Gábor, Szileczky Péter, Vad Lajos                                              |
| 1984 | 4.       | Molnár Endre        | Ambrus Tamás, Kuna Péter, Beleon Zsolt, Besenyei Attila, Bíró Attila, Dóczi István, Dudás Zoltán, Horváth Csaba, Pál Ferenc, Petőváry Zsolt, Sprok Tibor, Szileczky Péter, Vad Lajos                                                  |
| 1986 |          | Szívós István       | Kósz Zoltán, Miller Zsolt, Czibulka Ákos, Fazekas Zoltán, Gyöngyösi András, Győri Gábor, Loványi Róbert, Mohi Zoltán, Nitsovits Tamás, Pető Zsolt, Tóth I. László, Tóth II. László, Ürögi Zsolt, Vincze Balázs Zantleitner Tamás,     |
| 1988 |          | Szívós István       | Kardos István, Dévényi Zoltán, Fazekas Zoltán, Juhász Gábor, Kiss Zoltán, Konrád János, Liebhauser József, Loványi Róbert, Martinovics György, Monostori Attila, Pellei Csaba, Péter Imre, Szabó László, Tóth Frank, Varga Zsolt      |
| 1990 |          | Faragó Tamás        | Bólya László, Németh Zsolt, Benedek Tibor, Berezvai Ferenc, Faragó Ferenc, Gebauer Lajos, Konrád János, Magyar István, Molnár Péter, Monostori Attila, Szabó Gábor, Szabó Zoltán, Tary Nándor, Török Tibor, Varga I. Zsolt            |
| 1992 |          | Kemény Ferenc       | Harkai János, Kökény Balázs, Fodor Rajmund, Halápi János, Hesz Máté, Lukács Dénes, Molnár Tamás, Märcz Tamás, Nagy Gergely, Nagy Pál, Nagy Tibor, Petik Attila, Regős Áron, Steinmetz Barnabás, Vogel Gábor                           |
| 1994 |          | Kemény Ferenc       | Bóta Krisztián, Pelle Balázs, Fodor Rajmund, Hesz Máté, Kásás Tamás, Kiss Gergely, Molnár Tamás, Mód Péter, Regős Áron, Steinmetz Barnabás, Székely Bulcsú, Tiba Péter, Varga Tamás, Varga Zoltán, Vári Attila                        |
| 1996 |          | Kemény Ferenc       | Szécsi Zoltán, Török Péter, Bárány Attila, Binder Szabolcs, Boncföldi András, Császár György, Kiss Csaba, Kiss Gergely, Kéri Péter, Kovács Róbert, Lontay Dániel, Mányay Roland, Matajsz Márk, Steinmetz Ádám, Varga II. Zsolt        |
| 1998 | 4.       | Kemény Ferenc       | Áts Bertalan, Török Péter, Bánhidy András, Benczur Márton, Haufe Tamás, Katonás Gergely, ifj. Kenéz György, Madaras Norbert, Mátyás Zoltán, Nyéki Balázs, Steinmetz Ádám, Szivós Márton, Tromler Miklós, Varga Péter, Vindisch Ferenc |
| 2000 | 5.       | Kemény Ferenc       | Baráth Ferenc, Jászberényi Gábor, Maklári Ádám, Bánhidy András, Szivós Márton, Kis Gábor, Kovács Olivér, Szűcs Levente, Weszelovszky László, Varga Dániel, Paján Viktor, Haufe Tamás, Rex-Kiss Endre, Gulyás Ábel, Szirányi Balázs    |
| 2002 |          | Godova Gábor        | Nagy Viktor, Bajnógel Tamás, Czigány Károly, Decker Ádám, Gór-Nagy Miklós, Gulyás Ábel, Hegedűs Gábor, Hosnyánszky Norbert, Létay Krisztián, Süveges Máté, Szabó Nándor, Szirányi Balázs, Tóth Márton, Varga Dániel, Varga Dénes      |
| 2004 |          | Merész András       | Baksa László, Bisztritsányi Dávid, Somogyi Balázs, Varga Dénes, Tóth Márton, Kuncz Tamás, Máthé Balázs, Juhász Zsolt, Kállai Márk, Kotszidisz Nikolaosz, Debreceni Balázs, Bálint Gergő, Sziklai Tamás, Heinrich Dávid, Szabó Péter   |
| 2006 |          | Keszthelyi Tibor    | Bisztritsányi Dávid, Decker Attila, Borsós Endre, Hárai Balázs, Kincses Attila, Lázár Zsolt, Marnitz Gergő, Pecz Gábor, Salamon Ferenc, Szabó Botond, Szabó Zoltán, Szécsi Dávid, Sziklai Tamás, Varga Dénes, Vörös Viktor            |
| 2008 | 8.       | Keszthelyi Tibor    | Valics Bence, Szabó Alex, Bátori Bence, Erdélyi Balázs, Fülöp Bence, Jakab Dániel, Kovács Gábor, Mezei Tamás, Pálfi Benjamin, Szilvasán Bence, Takács Bálint, Tóth Zoltán, Török Béla                                                 |
| 2009 | 6.       | Keszthelyi Tibor    | Nébald Olivér, Valics Bence – Bátori Bence, Bundschuh Erik, Erdélyi Balázs, Korényi Balázs, Kovács Gábor, Mezei Tamás, Petrovai Márton, Radócz Zoltán, Szőke Szabolcs, Takács Bálint, Török Béla                                      |
| 2012 | 6.       | Horkai György       | Bendes Viktor, Molnár Dávid, Bedő Krisztián, Boros Tamás, Csapó Miklós, Jansik Szilárd, Lőrincz Bálint, Német Toni, Palotás Gergely, Sánta Dániel, Sedlmayer Tamás, Telegdy András, Tóth Bendegúz                                     |
| 2014 |          | Horkai György       | György Dávid, Kardos Gergely, Horváth Zsombor, Kalanovics Balázs, Keresztúri Márton, Kolozsi Marcell, Kovács Gergő, Kovács Zoltán, Manhercz Krisztián, Pohl Zoltán, Sedlmayer Tamás, Szedmák Dávid, Zalánki Gergő                     |
| 2016 | 7.       | Horkai György       | Sólyomvári Márton, Vogel Soma, Biros Barnabás, Burián Gergely, Csacsovszky Erik, Lukács Dorián, Manhercz Krisztián, Nagy Ádám, Sélley-Rauscher Domonkos, Simon Henrik, Szatmári Kristóf, Teleki András, Vadovics Viktor               |
| 2018 | 7.       | Tóth Kálmán         | Bányai Márk, Mizsei Márton, Ágh György, Baksa Benedek, Bóbis Botond, Fekete Gergő, Gál Dávid, Hajdu Attila, Kósa Balázs, Kürti Dominik, Lukács Ábel, Magyar Márton, Mijic Dávid, Sugár Péter, Turnai András                           |
| 2022 |          | Nyéki Balázs        | Danka Benedek, Kovács Kristóf – Ekler Zsombor, Klár Gergő, Lakatos Soma, Mészáros Mátyás, Molnár Erik, Nagy Ákos, Nagy Norbert, Pető Attila, Szalai Péter, Tátrai Dávid, Varga Vince, Vigvári Vince, Vismeg Zsombor                   |
| 2024 | 4.       | Kovács Róbert       | Gyovai János, Szabó Gergő – Benedek Mór, Cseh Maxim, Gidófalvi Elemér, Haverkampf Bence, Leinweber Olivér, Lugosi Csongor, Nagy Zalán, Peőcz Ádám, Pörge Zsombor, Szécsi Marcell, Simon Balázs, Varga Vince, Zeman Márton             |

### Lány
| Év   | Helyezés | Szövetségi kapitány | A magyar válogatott tagjai |
| ---- | -------- | ------------------- | --- |
| 1994 |          | Györe Lajos         | Kardos Krisztina, Denk Zsuzsanna, Erdőháti Anett, Györe Zsuzsanna, Kádár Noémi, Konrád Mária, Pelle Anikó, Pengő Ágnes, Primász Ágnes, Rédei Katalin, Sipos Anett, Sipos Edit, Tiba Zsuzsanna                                                      |
| 1996 |          | Tóth Gyula          | Györe, Pápai Márta – Ádám, Bódi Anett, Drávucz Rita, Pelle Anikó, Pengő, Primász Ágnes, Szélig, Valkai Anna, Valkai Ágnes Valkai Erzsébet, Váradi                                                                                                  |
| 1998 |          | Györe Lajos         | Tóth II. Andrea, Varga Zita – Ádám Zsuzsanna, Bódi Anett, Cservenák Dóra, Drávucz Rita, Györe Anett, Győri Eszter, Kisteleki Dóra, Primász Ágnes, Tóth I. Andrea, Valkai Ágnes, Valkai Erzsébet, Várady Krisztina                                  |
| 2000 |          | Györe Lajos         | Tóth II. Andrea, Szaniszló Gabriella – Erdősi Vera, Györe Anett, Győri Eszter, Hári Adrienn, Hőnig Ágnes, Ipacs Barbara, Kisteleki Dóra, Makra Melinda, Molnár Anett, Szabó Szilvia, Tóth Lilla, Valkai Ágnes, Varga Andrea                        |
| 2002 |          | Györe Lajos         | Jankovics Eszter, Papp Tímea – Báthori Dorottya, Bodor Barbara, Brávik Fruzsina, Gazdag Erika, Hőnig Ágnes, Kisteleki Dóra, Molnár Anett, Poszkoli Rita, Szabolcsi Dóra, Tóth Lilla, Varga Andrea, Waszlavszki Krisztina, Zsámbok Lili             |
| 2004 | 5.       | Györe Lajos         | Jankovics Eszter, Papp Tímea – Bodor Barbara, Brávik Fruzsina, Csavajda Edit, Hajdú Enikő, Huszka Zsuzsanna, Kiss Alexandra, Kisteleki Orsolya, Poszkoli Rita, Szabó Xénia, Szűcs Gabriella, Tankó Bojana, Tomaskovics Eszter, Tóth Ildikó         |
| 2006 |          | Merész András       | Brezovai Dorottya, Gyöngyössy Anikó – Dalmády Szandra, Dolnay Andrea, Huszka Zsuzsanna, Jancsó Patrícia, Keszthelyi Rita, Kiss Alexandra, Márki Nóra, Poszkoli Rita, Ráski Lilla, Somhegyi Noémi, Szűcs Gabriella, Tomaskovics Eszter, Tóth Ildikó |
| 2008 |          |                     | Gangl Edina, Gyöngyössy Anikó – Antal Dóra, Csabai Dóra, Dalmády Petra, Jancsó Patrícia, Kertes Anna, Keszthelyi Rita, Márki Nóra, Menczinger Katalin, Pócsi Bianka, Ráski Lilla, Virág Boglárka                                                   |
| 2009 | 5.       | Merész András       | Gangl Edina, Gyöngyössy Anikó – Antal Dóra, Csabai Dóra, Dolnay Andrea, Illés Anna, Jancsó Patrícia, Keszthelyi Rita, Kisteleki Hanna, Menczinger Kata, Pócsi Bianka, Somhegyi Noémi, Szilágyi Réka                                                |
| 2012 |          | Merész András       | Barna Edina, Horváth Anna – Antal Dóra, Garda Krisztina, Gémes Alexa, Gurisatti Gréta, Horváth Brigitta, Illés Anna, Kövesdi Vivien, Miskolczi Kitti, Polák Zsófia, Sikter Diána, Ziegler Diána                                                    |
| 2014 | 4.       | Petrovics Mátyás    | Doroszlai Vanda, Gábor Kincső – Azumah Franciska, Farkas Tamara, Gurisatti Gréta, Horváth Brigitta, Illés Henrietta, Kuna Szonja, Leimeter Dóra, Máté Zsuzsanna, Sikter Diána, Szilágyi Dorottya, Tamás Viktória                                   |
| 2016 | 6.       | Faragó Tamás        | Magyari Alda, Lekrinszki Gina – Ádám Emília, Bicskei Réka, Farkas Tamara, Gerendás Matilda, Hertzka Orsolya, Huszti Dóra, Kuna Szonja, Mchunu Hlengiwe, Tóth Csenge, Varga Viktória, Vályi Vanda                                                   |
| 2018 | 4.       | Faragó Tamás        | Aranyi Réka, Magyari Alda, Ármai Zita, Faragó Berta, Jenei Kata, Kiss Eszter Lara, Koncz Hanna, Muzsnay Fanny, Peresztegi Nagy Kinga, Kudella Panna, Petőváry Luca, Rybanska Natasa, Szabó Krisztina, Utassy Kata, Vályi Vanda                     |
| 2022 |          | Benczur Márton      | Golopencza Szonja, Neszmély Boglárka – Aubéli Tekla, Dömsödi Dalma, Fekete Flóra, Golopencza Nóra, Hajdú Kata, Irmes Rozália, Kóka Zelma, Lendvay Zoé, Mácsai Eszter, Sümegi Nóra, Szegedi Panni, Tiba Panna, Varró Eszter                         |
| 2024 |          | Benczur Márton      | Golopencza Szonja, Torma Luca – Batizi Emese, Gulyás-Oldal Emma, Hajdú Kata, Horváth Luca, Horváth Zsófi, Kardos Dominika, Kardos Laura, Lendvay Zoé, Mácsai Eszter, Pogonyi Bíbor, Sóti Lili, Tiba Panna, Varró Eszter                            |